# ترایان باسسکو
ترایان باسسکو  (زاده ۴ نومبر ۱۹۵۱) چهارمین رئیس جمهور رومانی است که از دسامبر ۲۰۰۴ در این مقام می‌باشد. وی از سال ۲۰۰۰ تا ۲۰۰۴ شهردار بخارست بود. وی در انتخابات ۲۰۰۹ به مدت ۵ سال دیگر برای ریاست جمهوری انتخاب شد. ترایان باسسکو عضو حزب لیبرال دموکرات رومانی است. وی یک بار در سال ۲۰۰۷ و بار دیگر در سال ۲۰۱۲ متهم به قانون شکنی شده بود و در هر دو سال طی همه پرسی به مقام خود بازگشت. وی سابقاً" یک ملوان بوده است.